# ای‌ام کانسپیرسی
ام کنسپیرِیسی (به انگلیسی: AM Conspiracy) یک گروه آلترنتیو متال/هارد راک آمریکایی که از شهر اورلاندو واقع در فلوریدا است.
در اواخر سال ۲۰۰۵ جیسون جونز به همراه گیتاریست براین دیمیر گروه جدیدی را تشکیل دادند و در همان موقع بود که چند تن دیگر هم به اعضای گروه اضافه شدند. در اوایل ۲۰۰۷ گروه با کورپریت پانیشمنت اتصال پیدا کرد که در آنجا با گروه‌هایی مثل فیلتر و آرمی آو انی‌وان آهنگ‌های متعددی را اجرا کردند. گروه بعد چند ماه حضور در آنجا، اولین دموی خود را با ۴ آهنگ منتشر کرد.
آهنگ‌های این دمو نظیر «غیبت» و «دوردست» به‌دفعات از ایستگاه‌های رادیویی آمریکا و اروپا پخش می‌شدند. همچنین سومین آهنگ این آلبوم با نام «درست سر وقت» در بازی پرطرفدار دبلیو دبلیو ای اسمکداون در مقابل راو ۲۰۰۸ استفاده شد.
آخرین آلبوم گروه با نام ام کنسپیریسی در تاریخ ۱۲ ژانویه ۲۰۱۰ منتشر شده‌است.

## اعضای گروه
- جیسون جونز – آواز
- دین اندریز – درامز
- کنی هارلسون – بیس گیتار
- درو بورک – گیتار
- راب دی هاون – گیتار